# キミとボクをつなぐもの
『キミとボクをつなぐもの』（きみとぼくをつなぐもの）は荒井チェリーの漫画作品。芳文社発行の『まんがタイムきららフォワード』Vol.1（創刊号）から連載が開始。Vol.1からVol.4までは毎号、vol.6より隔月連載となり、2009年1月号まで連載された。

## ストーリー
ひょんな事から前世の記憶を取り戻した少女と、それに振り回される主人公を描いたギャグストーリー。

## 登場人物
浅川真雪（あさかわ まゆ）
品行方正成績優秀な美少女。地味だが10代には似つかわしくない落ち着きから、男子生徒よりも女生徒に人気がある。ある事故をきっかけに自分が前世で朝陽のじいや（男、爺さん）だった事を思い出し、何かと朝陽の世話を焼こうとする。前世の影響か趣味が年寄り臭く、時代劇や和菓子、漬物などが好き。
伊達朝陽（だて あさひ）
本作の主人公。密かに真雪に好意を抱いていたが、前世の記憶を取り戻した真雪は朝陽の事を「ぼっちゃま」としか見ておらず、理想と現実のギャップに悩みつつも奇妙な関係を続けている。前世の死因が溺死だった為、幼い頃から水に溺れる夢に悩まされ続けており水が苦手。
伊達明（だて めい）
朝陽の妹。明るく活動的な性格のお兄ちゃんっ子。外見は小柄な美少女だが、書類の詰まった段ボールの大箱3個を軽々と持ち運び、また角材を素手で叩き割るほどのパワーと破壊力を持つ。小さい頃はよくいじめられて朝陽と涼平に護られていたが、兄に負担をかけまいと自らを鍛え、現在ではそのまま身体を鍛えるのが趣味になっている。
藤田涼平（ふじた りょうへい）
伊達兄妹の幼なじみ。家は金持ちらしく自称「いいとこの箱入り息子」。明の事が好きでいつもつきまとっているが全く相手にされておらず嫌がられている。
小花（おばな）
朝陽のクラスの委員長。フルネームは不明。真面目で素直だが緊張しやすい性格。以前に真雪に委員会の仕事で助けて貰った事があり、仲良くなりたいと思っている。和菓子好き。
もみじ（もみじ）
小花の友達。フルネームは不明。長身でボーイッシュ。
織姫（おりひめ）
街の占い師。本当の姓名は不明。真雪と朝陽が在籍する高校の卒業生。霊視能力がある。タロットや水晶玉、姓名判断など一般的な占いはすべてできるが実はフェイクで、本当は霊視している。真雪と朝陽の名前も聞かずにいきなり前世を言い当てた。また、朝陽の前世（溺死は駆け落ちに行く途中の間抜けな事故）の駆け落ち相手のその後の人生（朝陽の前世の弟と結婚し幸せな人生を送った）を視たり、その駆け落ち相手の生まれ変わりが妹の明であることと、その結婚相手である朝陽の前世の弟の生まれ変わりが涼平であることも見抜いた。

## 書籍情報
芳文社より「まんがタイムKRコミックス フォワードシリーズ」として刊行されている。
1. 全1巻 ISBN 978-4-8322-7767-0